# Иргинские заводы
Ирги́нские заводы — Верхнеиргинский (также — Тохтамышский) железоделательный и Нижнеиргинский (до постройки Верхнеиргинского завода в 1771 году — Иргинский, также — Иргинский Нижний, Шуртанский) медеплавильный, чугуноплавильный и железоделательный заводы в Западном Приуралье, построенные на реке Иргине, действовавшие в 1728—1879 годах.

## История

### XVIII век
В 1722 году В. де Геннин предложил построить частный металлургический завод на реке Иргине. В августе 1725 года предприниматели Фёдор Евдокимов и Иван Кадмин получили разрешение на поиск полезных ископаемых в Кунгурском уезде Пермской губернии. В 1726 году Кадмин обнаружил железную руду и 5 октября этого же года совместно с партнёрами Авдеем Рязанцевым и Климом Лекиным получил разрешение Берг-коллегии на строительство завода. Не имея достаточного капитала для строительства, в январе 1728 года они продали землю и рудники Петру Игнатьевичу (стал единоличным владельцем завода с 25 сентября 1734 года) и Гавриилу Полуектовичу Осокиным, которые получили указы от Сибирского Обер-бергамта (9 февраля 1728 года) и Берг-коллегии (19 марта 1729 года) и начали строительство завода. Иргинский завод (после запуска в 1771 году Верхнеиргинского стал именоваться Нижнеиргинским) строился в устье Шуртана при впадении в Иргину, в 37 верстах к северо-западу от Красноуфимска, на арендованной у ясачных татар земле. Строительством руководил приказчик Осокиных Родион Фёдорович Набатов. Датой запуска завода считается 30 ноября 1730 года.
В сентябре 1728 году началась плавка меди в ручных печках, а 15 декабря того же года были запущены медеплавильные печи. В это же время шло строительство доменной печи (запущена 19 ноября 1730 года), 12 ноября 1729 года началось строительство железоделательной фабрики. Заводская плотина имела длину 249,6 м, ширину в нижней части 34,1 м, в верхней — 21,3 м, высоту 5,7 м. Бо́льшую часть рабочих завода составляли наёмные люди из беглых жителей центральных районов России, которые преимущественно являлись старообрядцами. В 1735 году к заводу было приписано 400 государственных крестьян.
Завод выплавлял медь высокого качества, было налажено производство медной посуды. В конце 1730-х годов на Иргинском заводе был изготовлен первый русский самовар. Чистая штыковая медь поставлялась в Екатеринбург для чеканки монет. В 1738 году было произведено около 1 тыс. пудов меди, в 1739 году — 1,8 тыс. пудов, в 1740 году — 2,1 тыс. пудов.
В 1734 году на заводе работала 1 доменная печь, 3 молота, 8 горнов, 2 медеплавильные печи, 2 меховых горна, меднокотельная и другие фабрики и кузница. В 1735 годы были полностью выработаны месторождения железной руды, что вынудило организовать доставку железной руды с горы Благодать, что привело к значительному росту накладных расходов. Для пополнения запасов руды П. И. Осокин пытался заполучить строящиеся казной Гороблагодатские заводы, но получил отказ. В 1741 году была построена латунная фабрика по производству посуды. В 1742 году выплавка чугуна была временно приостановлена из-за сбоя в поставках железной руды с Советинских рудников, расположенных в 35—45 верстах от Иргинского завода, в результате конфликта с А. Н. Демидовым. Доменная печь возобновила работу в 1756 году после возобновления поставок руды. Часть чугуна отправлялась на передел на вновь построенный Саранинский завод.
В 1751 году на заводе работали 3 кричных молота, кузница на 4 горна, 8 медеплавильных печей, гармахерская на 4 горна, латунная фабрика, 2 котельных фабрики, меднолистовая фабрика и пильная мельница. В 1766 годы было произведено 37,5 тыс. пудов чугуна и 12 тыс. пудов железа, в 1767 году — 79,6 тыс. пудов чугуна и 10,5 тыс. пудов железа. Также в небольшом количестве завод производил мельничное, колёсное и кровельное железо, уклад, якоря, лопаты, механические и ручные пилы. В 1769 году выплавка меди на заводе прекратилась. Медь для производства посуды поставлялась с Юговского завода. Всего за 41 год работы медеплавильного производства было выплавлено 82 151 пудов меди со средней производительностью около 2 тыс. пудов в год. К началу 1770-х годов на заводе работало 1219 человек, в том числе 468 крепостных.
В 1769 году И. П. Осокин выкупил у двоюродного деда, Петра Игнатьевича, за 121 тыс. рублей все его заводы, в том числе Иргинский. В 1771 году он же построил вспомогательный Верхнеиргинский железоделательный завод на месте мукомольной мельницы на реке Тохтамыш, при впадении в Иргину, в 10 верстах выше по течению от Нижнеиргинского. Первоначально на Верхнеиргинском заводе была построена молотовая фабрика для производства уклада с одним молотом и 2 горнами. Чугун доставлялся с Нижнеиргинского завода. В 1791 году была построена кричная фабрика для производства полосового и брусчатого железа из чугуна Нижнеиргинского завода. Заводская плотина имела длину 180,3 м. В первые годы работы объём производства товарного железа составлял около 7 тыс. пудов в год.
В годы Крестьянской войны Нижнеиргинский завод оказался в зоне военных действий. В июне 1774 года он был захвачен главными силами повстанцев, было остановлено доменное производство, несколько подсобных помещений были сожжены, заводской пруд спущен. Работа завода была восстановлена только в октябре 1777 года.

### XIX век
В конце 1800 года Иван Петрович Осокин продал часть своих заводов, в том числе оба Иргинских, московскому купцу А. А. Кнауфу. В 1802 году на Нижнеиргинском заводе была построена новая домна высотой 11,4 м, шириной в распаре 3,2 м, в колошнике — 2,1 м, число кричных горнов увеличилось до 8, молотов — до 7. В 1803—1805 годах завод выплавлял в год в среднем 89 тыс. пудов чугуна, что вдвое больше производительности 1799—1801 годов. В 1838—42 годах объёмы снизились до 121 тыс. пудов в год. В 1846 году было выплавлено 86 тыс. пудов чугуна. Руда поступала с Алтыновского, Ключевского, Советинского, Турышинского и Юлаевского рудников, расположенных в 10—40 верстах от завода.
Из-за ухудшившегося финансового положения А. А. Кнауфа в 1826 году его заводы, в том числе оба Иргинских, были переданы в казённое управление. С 1853 года Иргинские заводы перешли во владение акционерной компании Кнауфских горных заводов. В конце 1850-х годов на Нижнеиргинском заводе была реконструирована доменная печь, построена паровая машина. В 1860 году Нижнеиргинский завод произвёл 153 тыс. пудов чугуна и 37,1 тыс. пудов железа, в 1862 году — 95,4 и 34,2, в 1863 году — 60,5 и 42,1 соответственно. На заводских работах осталось 310 человек. В 1864 году из-за вновь ухудшившегося положения после отмены крепостного права Иргинские заводы вернули в казённое управление, а 31 августа того же года выстапили на продажу для погашения долгов перед казной, но покупателей не нашлось. С 1866 года Нижнеиргинский завод стал убыточным.
Правительственная комиссия обследовала Нижнеиргинский завод и сделала вывод о том, что рудная база предприятия истощилась, а лесная дача не может обеспечить домны топливом, что привело к нерациональному использованию производственных мощностей. Паровая воздуходувка простаивала, поскольку для работы домны на низкой производительности хватало энергии прудовой воды. В 1870 году на Нижнеиргинском заводе было выплавлено 45,1 тыс. пудов чугуна, в 1871 году — 54,1, в 1872 году — 81,3, в 1873 году — 54,2, в 1874 году — 55,3, в 1876 году — 14,7. В 1877 году прекратилась выплавка чугуна, а в 1879 году завершилось производство железа. Верхнеиргинский завод был окончательно остановлен в 1876 году.